# ニューヨーク市地下鉄8系統
ニューヨーク市地下鉄8系統（ニューヨークしちかてつ8けいとう）はかつてニューヨーク市地下鉄で運行されていた系統の1つである。1917年から1949年までブルックリン・マンハッタン・トランジット (BMT) のアストリア線を運行する列車に付けられ、その後1967年から1973年までインターボロー・ラピッド・トランジット (IRT) の3番街高架線の列車に付けられていた。

## アストリア線
8系統はクイーンズボロ・プラザ駅よりクイーンズボロ線（現在のIRTフラッシング線の一部）の延長線として1917年2月1日に開業したアストリア線の列車に最初に与えられた。また、コロナ線（現：フラッシング線）はクイーンズボロ・プラザ駅より別の支線として建設されていた。また、当時クイーンズボロ線はスタインウェイ・トンネルの向こう側、グランド・セントラル駅止まりであった。
1917年7月23日にIRT2番街線列車がクイーンズボロ橋を越えてクイーンズボロ・プラザ駅への乗り入れ、アストリア線あるいはコロナ線への直通を開始した。この接続の開通直後は高架線列車がアストリア線、地下鉄列車がコロナ線へ直通していたが、1923年にこの運行形態が見直され高架線・地下鉄線のどちらの列車もアストリア・コロナ両線への乗り入れを行うようになった。1926年3月22日にクイーンズボロ線は5番街駅まで延伸され、1927年3月14日にタイムズ・スクエア駅まで延伸された。
1923年4月8日、BMTのシャトル列車（偶然にも8系統と名付けられた）がアストリア線での運行を開始した。アストリア線のIRTとBMTの共同運行は1949年10月17日に終了し、全てのIRT列車はフラッシング線、BMT列車はアストリア線の運行を行い、他社線への直通は廃止された。なお、IRTの8系統は社内での呼称は1917年の開業時から使用されていたが、一般の乗客向けへの案内として使用されたのは1948年からであったので、乗客がアストリア線のIRT列車を8系統として認識できたのは僅か1年だけであった。

## 3番街線
クリスティー・ストリート連絡線が1967年末に開業すると、ニューヨークシティ・トランジット・オーソリティは全ての列車に系統名を付与した。当時残っていた唯一のIRT高架鉄道であったIRT3番街線はシャトルを割り当てるには全長が長すぎるため1949年以来使用されていない8系統が与えられた。149丁目駅 - ガン・ヒル・ロード駅間を走るこの列車は1973年4月28日に最終列車が運行され、翌29日に3番街線は廃止された。3番街線はバスBx55系統に置き換えられた。このバスはIRTホワイト・プレーンズ・ロード線ガン・ヒル・ロード駅と3番街-149丁目駅を結んでおり、地下鉄とバスは無料で乗り継ぐことができた。しかし、2013年にBx55系統は廃止された。その区間の一部は125丁目を通りウェスト・ハーレムまで向かうBx15系統 リミテッドに置き換えられたがフォーダム・プラザより先、ガン・ヒル・ロード駅方面へは向かっていない。なお、8系統の表記は路線図と駅看板のみになされており、列車には両端駅とシャトルという案内のみが出されていた。

## 現在
現在、ニューヨーク市地下鉄において8系統のラベルは使用されていないが、車両の系統幕にはIRTレキシントン・アベニュー線の4系統・5系統・6系統のラベルと同じくフォレストグリーン地の8系統（および同じく廃止された10系統・12系統）の幕が用意されている。